# Копань Василь Степанович
Копань Василь Степанович (1937—2020) — доктор фізико-математичних наук, професор. Народився 1937 року в с. Трушівці Чигиринського району на Черкащині. Вчився у школах сусідніх сіл Худоліївки та Медведівки. 1954 р. вступив на фізичний факультет Київського державного університету імені Тараса Шевченка. У ньому ж закінчив аспірантуру та захистив кандидатську дисертацію. Автор понад 200 наукових статей, монографії, двох навчальних посібників та 50 винаходів лише в галузі композиційних матеріалів. Викладав у Київському національному університеті імені Тараса Шевченка та у Національному університеті «Києво-Могилянська академія».
Помер 12 червня 2020 року у віці 84 років.